# Местные выборы в Киеве (2020)
Выборы городского головы Киева и депутатов Киевского городского совета состоялись в столице Украины 25 октября 2020 года, в рамках региональных выборах по всей стране. Срок полномочий городского головы и депутатов городского совета — 5 лет.

## Избирательная система
Постановление Верховной рады № 3809 «О назначении очередных местных выборов» на 25 октября 2020 года вступило в силу 23 июля 2020 года.
Для проведения выборов Киев будет разделён на 10 территориальных избирательных округов, совпадающих с имеющимся административно-территориальным делением столицы. Подача заявок для участие в выборах необходимо подавать не ранее, чем за 90 дней и не позднее, чем за 80 дней до дня выборов.
Выборы пройдут по пропорциональной избирательной системе с открытыми списками.
В голосовании впервые смогут принять участие внутренне перемещённые лица из Крыма и Донбасса, проживающие в Киеве. Всего в столице на июль 2020 года официально проживало более 160 тысяч переселенцев.

## Кандидаты
- Борислав Береза[6]
- Ирина Верещук[7]
- Михаил Добкин[8]
- Виталий Кличко[9]
- Николай Томенко[10]
- Алексей Кучеренко[11]
- Андрей Пальчевский[12]
- Сергей Притула[13]
- Александр Омельченко[14]
- Максим Гольдарб[15].
- Андрей Ильенко[16]
- Егор Фирсов[17]
- Виктор Петрук[18]
- Юрий Левченко

## Предвыборная кампания
- 29 мая — Виталий Кличко подтвердил, что будет участвовать в выборах городского головы Киева[9].
- 3 июня — Николай Томенко стал кандидатом на должность городского головы Киева от партии «Ридна краина»[10]
- 5 июня — Виталий Кличко отказался баллотироваться от партии «Европейская солидарность», предпочтя ей партию УДАР[19]
- 9 июня — Александр Омельченко заявил о намерении участвовать в выборах городского головы Киева[14].
- 16 июня — Михаил Добкин заявил о намерении участвовать в выборах городского головы Киева[8].
- 16 июля — Ирина Верещук победила на праймериз на должность городского головы Киева от партии «Слуга народа» (другие участники праймериз — Николай Тищенко, Александр Дубинский, Александр Качура и Дмитрий Гурин)[7]
- 8 августа — Алексей Кучеренко стал кандидатом на должность городского головы Киева от партии «Батькивщина»[11].
- 11 августа — Сергей Притула от партии «Голос» объявил о выдвижении на должность городского головы Киева[13].
- 12 августа — Борислав Берёза подтвердил своё намерение баллотироваться на должность городского головы Киева[6].
- 13 августа — Андрей Ильенко стал кандидатом на должность городского головы Киева от партии ВО «Свобода»[16].
- 15 августа — Егор Фирсов объявил о своём намерение баллотироваться на должность городского головы Киева от партии «Экологическая альтернатива»[17].
- 26 сентября Территориальная избирательная комиссия зарегистрировала кандидата на пост городского главы Киева Виктора Петрука.[18].
- 26 сентября Максима Гольдарба зарегистрировали кандидатом на пост городского главы Киева[15]

## Социологические опросы

### Выборы Киевского городского головы
| Кандидат             | % голосов               | % голосов                 | % голосов           | % голосов                 | % голосов                           | % голосов                              |
| Кандидат             | КМИС 11-22 октября 2019 | «Рейтинг» 4-7 апреля 2020 | Социс 8-20 мая 2020 | «Рейтинг» 26-27 июля 2020 | Центр Разумкова 20 июня-2 июля 2020 | Центр Разумкова 24 июля-2 августа 2020 |
| -------------------- | ----------------------- | ------------------------- | ------------------- | ------------------------- | ----------------------------------- | -------------------------------------- |
| Виталий Кличко       | 36,6                    | 38,7                      | 41,1                | 41,7                      | 43,7                                | 41,2                                   |
| Сергей Притула       | —                       | 9,1                       | 8,0                 | 11,6                      | 3,8                                 | 5,5                                    |
| Ирина Верещук        | —                       | —                         | —                   | 9,4                       | —                                   | 6,2                                    |
| Андрей Пальчевский   | 12,6                    | 8,2                       | 8,8                 | 9,0                       | 11,0                                | 9,1                                    |
| Алексей Гончаренко   | —                       | —                         | —                   | 5,4                       | 3,2                                 | 3,1                                    |
| Александр Попов      | 8,6                     | 5,2                       | 5,3                 | 4,5                       | 3,8                                 | 8,3                                    |
| Вадим Рабинович      | —                       | —                         | —                   | 3,5                       | —                                   | —                                      |
| Александр Омельченко | —                       | 6,4                       | 7,8                 | 3,3                       | 4,2                                 | 3,9                                    |
| Андрей Ильенко       | 4,7                     | —                         | 3,2                 | 2,6                       | 3,3                                 | 2,5                                    |
| Виталий Нестор       | —                       | —                         | —                   | 2,1                       | 2,1                                 | 1,4                                    |
| Виктор Ляшко         | —                       | —                         | —                   | —                         | 6,3                                 | —                                      |
| Игорь Смешко         | —                       | —                         | —                   | —                         | 5,0                                 | 4,6                                    |
| Евгений Червоненко   | —                       | —                         | —                   | —                         | 2,7                                 | —                                      |
| Александр Дубинский  | —                       | —                         | —                   | —                         | 2,7                                 | 1,5                                    |
| Борислав Берёза      | 5,7                     | 4,4                       | 3,3                 | —                         | 2,4                                 | 2,0                                    |
| Николай Томенко      | 8,1                     | —                         | —                   | —                         | 2,1                                 | 2,4                                    |
| Юрий Левченко        | —                       | —                         | —                   | —                         | 0,8                                 | 1,1                                    |
| Александр Ткаченко   | 18                      | 8,8                       | 1,3                 | —                         | —                                   | —                                      |
| Сергей Гусовский     | 1,2                     | —                         | —                   | —                         | —                                   | —                                      |
| Владимир Бондаренко  | 3,2                     | —                         | —                   | —                         | —                                   | —                                      |
| Дмитрий Гордон       | —                       | —                         | 7,8                 | —                         | —                                   | —                                      |
| Алексей Кучеренко    | —                       | —                         | 5,2                 | —                         | —                                   | —                                      |
| Константин Яловой    | —                       | —                         | 0,7                 | —                         | —                                   | —                                      |
| Михаил Добкин        | —                       | —                         | —                   | —                         | —                                   | 3,2                                    |
| Андрей Билецкий      | —                       | —                         | —                   | —                         | —                                   | 1,2                                    |

### Выборы в Киевский городской совет
| Партия/блок                    | % голосов                 | % голосов           | % голосов                 | % голосов                             | % голосов                                | % голосов                              |
| Партия/блок                    | «Рейтинг» 4—7 апреля 2020 | Социс 8—20 мая 2020 | «Рейтинг» 26—27 июля 2020 | Центр Разумкова 20 июня — 2 июля 2020 | Центр Разумкова 24 июля — 2 августа 2020 | «Рейтинг» 31 августа — 1 сентября 2020 |
| ------------------------------ | ------------------------- | ------------------- | ------------------------- | ------------------------------------- | ---------------------------------------- | -------------------------------------- |
| Слуга народа                   | 22,3                      | 18,2                | 19,3                      | 19,3                                  | 15,0                                     | 10,7                                   |
| Европейская солидарность       | 18,6                      | 20,8                | 19,8                      | 20,4                                  | 11,4                                     | 14                                     |
| УДАР                           | 13,5                      | 13,3                | 17,1                      | 11,5                                  | 19,8                                     | 28,6                                   |
| Батькивщина                    | 9,4                       | 9,0                 | 5,7                       | 7,5                                   | 5,5                                      | 6,4                                    |
| ОПЗЖ                           | 7,2                       | 8,8                 | 8,0                       | 10,6                                  | 11,5                                     | 6,8                                    |
| Голос                          | 5,9                       | 4,2                 | 4,6                       | 1,2                                   | 4,3                                      | 6,5                                    |
| Партия Шария                   | 3,8                       | 4,4                 | 5,0                       | 2,5                                   | 3,5                                      | 3,8                                    |
| Сила и честь                   | 3,2                       | —                   | 3,0                       | 5,1                                   | 5,5                                      | 5,5                                    |
| Движение новых сил             | —                         | 5,1                 | —                         | 1,3                                   | 0,6                                      |                                        |
| ВО «Свобода»                   | —                         | 3,0                 | 2,5                       | 2,0                                   | 3,4                                      | 2,6                                    |
| Украинская стратегия Гройсмана | —                         | 2,2                 | —                         | 2,2                                   | 0,5                                      | —                                      |
| Гражданская позиция            | —                         | 2,1                 | —                         | 2,2                                   | 0,4                                      | 0,4                                    |
| Радикальная партия Олега Ляшко | —                         | 1,0                 | —                         | 1,5                                   | 0,4                                      | 1,1                                    |
| Победа Пальчевского            | —                         | —                   | 4,5                       | 6,2                                   | 7,1                                      | 6,9                                    |
| Оппозиционный блок             | —                         | —                   | —                         | 1,7                                   | —                                        | —                                      |
| Блок Омельченко                | —                         | —                   | —                         | 1,4                                   | —                                        | —                                      |
| 5.10                           | —                         | —                   | —                         | 0,6                                   | —                                        | —                                      |
| Ридна краина                   | —                         | —                   | —                         | 0,6                                   | 2,1                                      | —                                      |
| Самопомощь                     | —                         | —                   | —                         | 0,6                                   | 0,6                                      | 0,8                                    |
| Свои                           | —                         | —                   | —                         | 0,2                                   | 1,5                                      | —                                      |
| Еднисть                        | —                         | —                   | —                         | —                                     | 2,6                                      | 2,7                                    |
| Национальный корпус            | —                         | —                   | —                         | —                                     | 1,0                                      | —                                      |
| За будущее                     | —                         | —                   | —                         | —                                     | 0,1                                      | 0,3                                    |
| Екопартия                      | —                         | —                   | —                         | —                                     | —                                        | 1,5                                    |
| Демократична Сокира            | —                         | —                   | —                         | —                                     | —                                        | —                                      |
| Наш край                       | —                         | —                   | —                         | —                                     | —                                        | —                                      |

## Результаты

### Выборы Городского головы
| Кандидат | Кандидат             | Партия                                                | Голоса  | %      |
| -------- | -------------------- | ----------------------------------------------------- | ------- | ------ |
|          | Виталий Кличко       | УДАР                                                  | 365 161 | 50,52% |
|          | Александр Попов      | Оппозиционная платформа — За жизнь                    | 68 757  | 9,51%  |
|          | Сергей Притула       | Голос                                                 | 56 900  | 7,87%  |
|          | Алексей Кучеренко    | ВО «Батькивщина»                                      | 45 823  | 6,33%  |
|          | Ирина Верещук        | Слуга народа                                          | 39 321  | 5,44%  |
|          | Андрей Пальчевский   | Победа Пальчевского                                   | 38 360  | 5,30%  |
|          | Игорь Смешко         | Сила и честь                                          | 22 418  | 3,10%  |
|          | Александр Омельченко | Единство Александра Омельченко                        | 21 542  | 2,98%  |
|          | Николай Томенко      | Общественное движение Николая Томенко «Родная Страна» | 15 039  | 2,08%  |
|          | Андрей Ильенко       | ВО «Свобода»                                          | 14 519  | 2,00%  |

### Выборы депутатов Киевского городского совета
|                            |                                                       |           |        |               |  |
| Партия                     | Партия                                                | Голосов   | %      | Мест получено |  |
|                            | Европейская солидарность                              | 141 978   | 20,52  | 31            |  |
|                            | УДАР                                                  | 138 239   | 19,98  | 30            |  |
|                            | Единство Александра Омельченко                        | 60 496    | 8,47   | 14            |  |
|                            | Оппозиционная платформа — За жизнь                    | 54 025    | 7,81   | 12            |  |
|                            | Слуга народа                                          | 52 124    | 7,53   | 12            |  |
|                            | ВО «Батькивщина»                                      | 51 855    | 7,49   | 12            |  |
|                            | Голос                                                 | 41 327    | 5,97   | 9             |  |
|                            | Победа Пальчевского                                   | 31 547    | 4,56   | 0             |  |
|                            | Сила и честь                                          | 22 915    | 3,31   | 0             |  |
|                            | ВО «Свобода»                                          | 21 754    | 3,14   | 0             |  |
|                            | Партия Шария                                          | 18 779    | 2,71   | 0             |  |
|                            | Демократична Сокира                                   | 11 299    | 1,63   | 0             |  |
|                            | Общественное движение Николая Томенко «Родная Страна» | 10 499    | 1,51   | 0             |  |
|                            | Команда Левченко «Народовластие»                      | 7 766     | 1,12   | 0             |  |
|                            | За будущее                                            | 5 141     | 0,74   | 0             |  |
|                            | Экологическая альтернатива                            | 4 529     | 0,65   | 0             |  |
|                            | Экопартия Берёзы                                      | 4 491     | 0,64   | 0             |  |
|                            | Наш край                                              | 3 477     | 0,50   | 0             |  |
|                            | Правый сектор                                         | 2 560     | 0,37   | 0             |  |
|                            | Радикальная партия Олега Ляшко                        | 2 340     | 0,33   | 0             |  |
|                            | Предложение                                           | 1 688     | 0,24   | 0             |  |
|                            | Хвиля                                                 | 1 496     | 0,21   | 0             |  |
|                            | Вместе сила                                           | 634       | 0,09   | 0             |  |
|                            | Партия национального эгоизма                          | 629       | 0,09   | 0             |  |
| Действительных бюллетеней  | Действительных бюллетеней                             | 691 588   | 95,73  |               |  |
| Недействительные бюллетени | Недействительные бюллетени                            | 30 825    | 4,27   |               |  |
| Всего бюллетеней           | Всего бюллетеней                                      | 722 449   | 100,00 | 120           |  |
| Явка избирателей           | Явка избирателей                                      | 2 101 350 | 34,38  |               |  |